# Вајлдвуд (Кентаки)
Вајлдвуд (енгл. Wildwood) град је у америчкој савезној држави Кентаки.

## Демографија
По попису из 2010. године број становника је 261, што је 14 (5,7%) становника више него 2000. године.
| Група             | 2000.       | 2010.       |
| Белци             | 241 (97,6%) | 252 (96,6%) |
| Афроамериканци    | 0 (0,0%)    | 1 (0,4%)    |
| Азијати           | 1 (0,4%)    | 4 (1,5%)    |
| Хиспаноамериканци | 3 (1,2%)    | 4 (1,5%)    |
| Укупно            | 247         | 261         |